# 庞普勒穆斯区
庞普勒穆斯區（法語：Pamplemousses）是非洲東部島國毛里裘斯的9個區之一，位於毛里求斯岛西北部，北鄰印度洋，東毗朗帕河區，南接弗拉克區和莫卡區，西臨路易港區，其首府設於特里奧萊，面積179平方公里，2015年人口139,966。